# Ruardean Woodside
Ruardean Woodside är en by i Gloucestershire i England. Byn är belägen 20 km 
från Gloucester. Orten har 640 invånare (2015).